# Gaviidae Common
Gaviidae Common es un centro comercial y complejo de oficinas de uso mixto en Nicollet Mall en Mineápolis, la ciudad más poblada del estado de Minnesota (Estados Unidos). La primera fase del centro comercial, Gaviidae Common I, se inauguró en 1989 y está junto a Gaviidae Common II por una serie de pasarelas aéreas. La Fase II se inauguró en 1991. Una empresa conjunta diseñada por César Pelli y Lohan Associates, el edificio de 41 156 m² tiene locales comerciales y de oficinas distribuidos en cinco plantas. Tras el cierre del patio de comidas del centro comercial y varios inquilinos en 2013, los tres pisos superiores de Gaviidae Common II se convirtieron en oficinas y espacio recreativo para el contiguo RBC Plaza.
El centro comercial alberga el techo en forma de bóveda de cañón más grande del estado y tiene obras de arte inspiradas en los colimbos diseñadas por Deborah Sussman y Paul Prejza. Esas aves pertenecen a la familia Gaviidae, de ahí el nombre del centro comercial. Gaviidae Common está anclado por Walgreens y YMCA, que se agregaron a la línea de tiendas del centro comercial tras una renovación. Saks Fifth Avenue, la tienda ancla original, se convirtió en un outlet 2005, antes de cerrar en 2015. Neiman Marcus abrió junto con la fase II en 1991, pero cerró en 2013.

## Historia
La primera fase de Gaviidae Common se inauguró en 1989 ocupando las cuadras de las calles 5 a 7 del Nicollet Mall de Mineápolis. Fue desarrollado por Brookfield Asset Management, que gestionó Gaviidae Common desde su apertura en 1989 hasta septiembre de 2013. Saks Fifth Avenue era el único ancla del centro comercial en el momento de la apertura. Gaviidae Common II, que tiene una tienda por departamentos Neiman Marcus, ocupó los primeros cuatro pisos y el sótano del complejo de oficinas RBC Plaza y cuenta con un estacionamiento subterráneo con 700 sitios. Los dos primeros niveles de Gaviidae Common (denominados Street Level y Skyway Level) contienen la mayor parte del espacio alquilable del centro comercial, con aproximadamente 32 493 m². En total, el centro tiene 41 156 m² de espacio alquilable en sus dos bloques.
En enero de 2005, Saks Fifth Avenue abandonó sus 7803 m² mientras se retiene una 2508 m² para su tienda de liquidación Saks Off Fifth. Neiman Marcus anunció planes en julio de 2012 para cerrar sus 10 962 m² espacio comercial para 2013 debido al "bajo rendimiento" y la incapacidad de la ubicación para lograr "objetivos operativos a largo plazo" para la cadena. Después de que KBS Companies adquirió Gaviidae Common IIen 2013, se lanzaron otros planes para renovar y realizar mejoras tanto en Gaviidae Common II como en el vecino rascacielos RBC Plaza. Tras la vacante dejada por Neiman Marcus, KBS expresó interés en convertir los niveles superiores del edificio en inquilinos de oficinas. El patio de comidas del centro comercial, State Fare, estaba ubicado en el cuarto piso de Gaviidae Common II y contaba con restaurantes nacionales como Burger King, McDonald's, Taco Bell y Taco John's. State Fare se cerró y se convirtió en espacio de oficina adicional para RBC Plaza. Los costos para la reutilización del patio de comidas se estimaron en millones de dólares y la construcción comenzó después de que los inquilinos del restaurante cerraran en octubre de 2013. Otras renovaciones ocurrieron en el nivel del sótano, donde se construyeron un gimnasio y vestidores para uso de los empleados de RBC Plaza.
Nightingale Properties adquirió Gaviidae Common I en 2013 por 26,25 millones de dólares. En octubre de 2014, la empresa subdividió el edificio en seis partes para su reventa. En diciembre de 2014, la compañía vendió su estacionamiento de 450 puestos a Gaviidae Commons LLC, una sociedad asociada con InterPark de Chicago. Saks Off Fifth cerró el 17 de enero de 2015 y se trasladó al otro lado de la calle, al Minneapolis City Center. Poco después de su cierre, Walgreens comenzó a desarrollar partes del primer y segundo piso donde alguna vez estuvo Saks Off Fifth Avenue. En junio de 2016, la YMCA compró tres pisos de Gaviidae Common I por 9,9 millones de dólares, y revendió 4646 m² de la sección en el tercer y cuarto piso a United Properties, parte del espacio anteriormente ocupado por Saks. YMCA gastó más de 30 millones de dólares en espacio en desarrollo en Gaviidae Common, antes de abrir sus puertas al público el 6 de marzo de 2018. El gimnasio celebró un gran evento de inauguración que incluyó una ceremonia de inauguración a la que asistió el alcalde de Mineápolis, Jacob Frey. Además de servir como el nuevo hogar para Douglass Dayton YMCA, incluye espacio de oficina para 400 empleados y la sede local de YMCA.

## Diseño

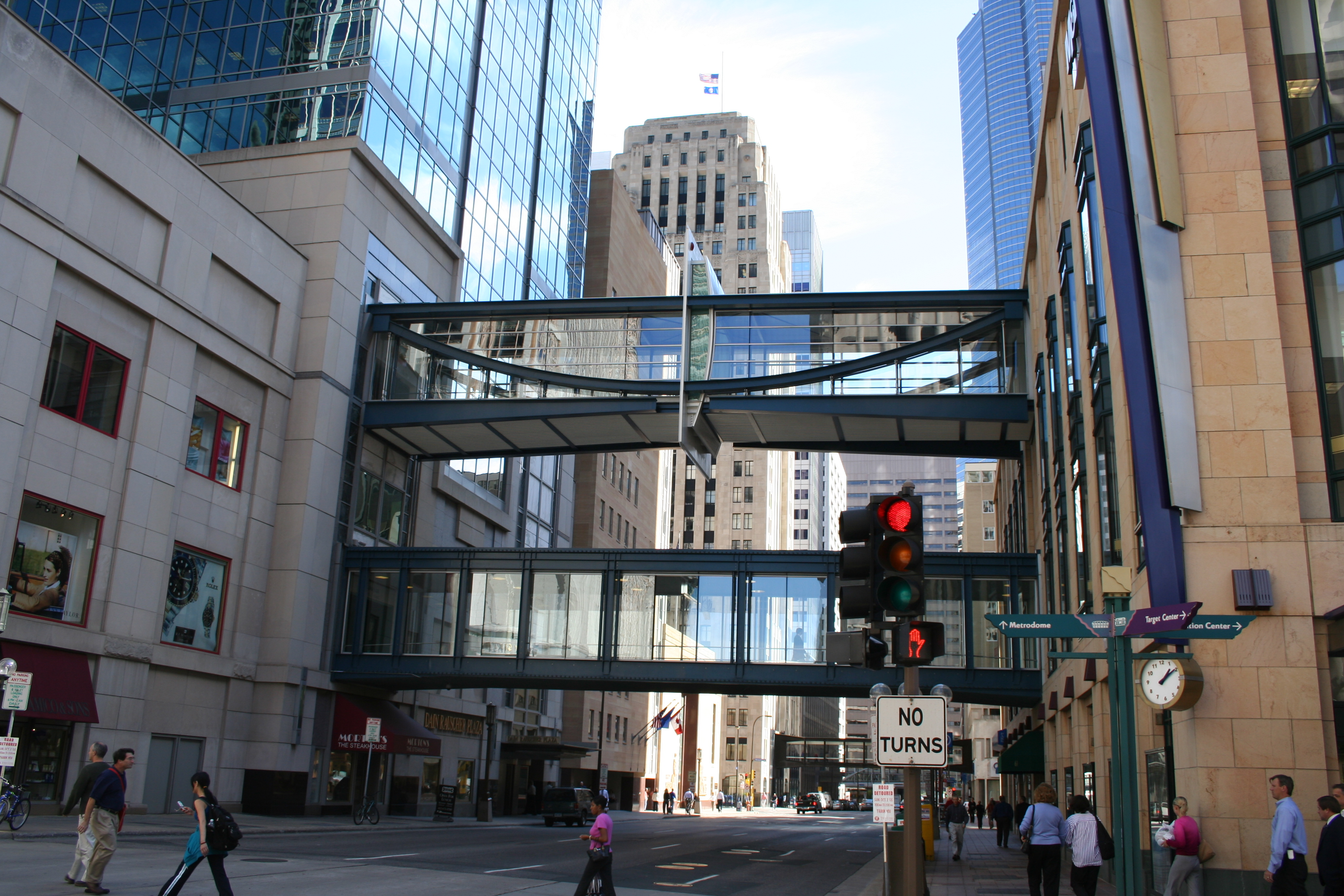
Dos pasarelas aéreas conectan Gaviidae Common II (izquierda) con Gaviidae Common I (derecha).

Gaviidae Common I fue diseñado por el arquitecto argentino César Pelli en 1989. Sirve como el segundo de los tres edificios de Pelli en Mineápolis, precedido por Wells Fargo Center en 1988 y sucedido por la Biblioteca Central de Mineápolis en 2006. Abarca cinco pisos y aproximadamente dos niveles y medio de estacionamiento subterráneo debajo del nivel de la calle. La sección comercial rodea un atrio sostenido por una "cuadrícula de pilares [...] azul oscuro". El exterior de Gaviidae Common I utiliza "accesorios [...] de bronce y metal verde oscuro [y] ventanales de vidrio transparente". Otros materiales que se encuentran comúnmente en todo el centro comercial incluyen "mármoles italianos, bloques de vidrio y detalles en oro". El atrio central, que presenta un "diseño celestial [que] es una representación gráfica del cielo del norte de Minnesota", es actualmente el "techo abovedado de cañón más grande del estado"; además, un escultura de 272 kg de un colimbo, diseñada por los artistas Deborah Sussman y Paul Prejza, está colgada en el atrio. Estas aves pertenecen a la familia Gaviidae, de ahí el homónimo del centro comercial.
El bloque norte del centro comercial, Gaviidae Common II, fue diseñado por Lohan Associates, con sede en Chicago, y se completó en 1991, en lo alto de los grandes almacenes J. C. Penney de Mineápolis. En contraste con Gaviidae Common I, el bloque norte presenta columnas y rejas con acento rojo y una vez albergó la única "cascada que fluye hacia arriba" del mundo. Las dos vías aéreas contiguas a los dos edificios de Gaviidae Common tienen la "primera vía aérea del cuarto piso" de Mineápolis. Otras cuatro vías aéreas conectan Gaviidae Common con los rascacielos 33 South Sixth, 50 South Sixth, IDS Center y Wells Fargo Center. La vía aérea contigua a Gaviidae Common I a 33 South Sixth fue diseñada en colaboración entre Pelli y el arquitecto iraní estadounidense Siah Armajani.